# Tombe de Kahimemua Nguvauva
La tombe de Kahimemua Nguvauva est située à Okahandja, dans la région de Otjozondjupa en Namibie. Kahimemua Nguvauva était le chef des Ovambanderu, un clan herero. Il est exécuté en 1896 par un soldat allemand. Sa tombe est classée monument national de Namibie depuis le 27 février 1980.